# Linkmenys
Linkmenys (Łyngmiany in polacco) è una città del distretto di Ignalina della contea di Utena, nell’est della Lituania. Secondo un censimento del 2011, la popolazione ammonta a 134 abitanti.
Costituisce il centro principale dell’omonima seniūnija.

## Storia
Nel testo scritto dal cronista appartenente all’Ordine livoniano Ermanno di Wartberge intitolato Chronicon Livoniae, si fa riferimento al castello di Linkmenys, probabilmente una fortezza di collina poco distante dall’attuale Ginučiai. Intorno al 1500, è stata eretta la prima chiesa dell’insediamento. Nel corso dei secoli, si sono sviluppate nuove costruzioni nei pressi di Linkmenys.
Nel 1922, 2 anni dopo la guerra polacco-lituana, i soldati polacchi rimossero all’interno delle scuole lituane, inclusa quella di questa città, lo stemma della Lituania come “simbolo straniero e primitivo”.

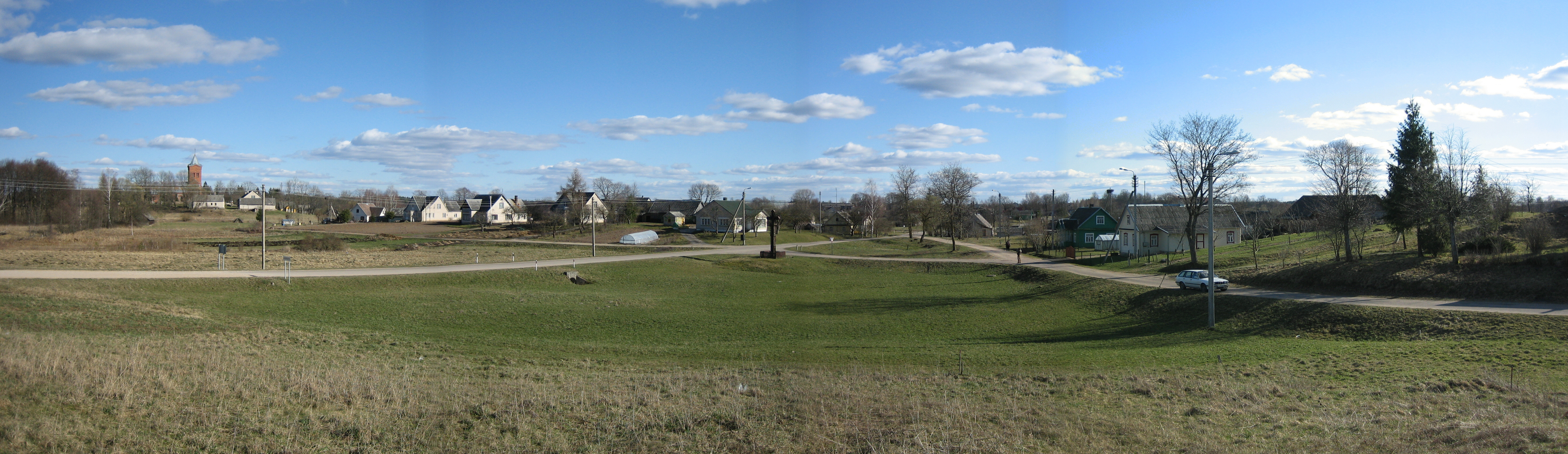
Panoramica dell’insediamento

Durante il periodo interbellico, il villaggio fu diviso in due parti: la maggior parte di Linkmenys rimase nei confini della Seconda Repubblica di Polonia. 
Durante la Seconda guerra mondiale, nel mese di luglio 1941, 70 persone di origine ebraica furono massacrate in esecuzioni di massa perpetrate dagli Einsatzgruppen e dalla polizia lituana. Un monumento in pietra è stato eretto per non dimenticare il massacro.